# Illart Zuazubiskar
Illart Zuazubiskar Gallastegi (Abadiano, 18 de febrero de 1990) es un ciclista profesional español. Debutó como profesional en 2009 en el Orbea Continental. Sus mejores resultados, medallas en campeonatos nacionales, los ha conseguido en la modalidad de pista que suele utilizar como entrenamiento invernal para la carretera. En la carretera sus resultados más destacados han sido el 12.º puesto en el Campeonato de España Contrarreloj 2012 y ser un día líder en el Tour de Gironde 2014 tras vencer el Euskadi en la contrarreloj por equipos y ser él el primero de su equipo en cruzar la línea de meta.

## Palmarés

### 2012
- 3.º en el Campeonato de España Persecución
- 3.º en el Campeonato de España Persecución por Equipos (haciendo equipo con Unai Elorriaga, Iban Leanizbarrutia y Asier Maeztu)

### 2013
- 2.º en el Campeonato de España Persecución

### 2014
- 3.º en el Campeonato de España Persecución
- 2.º en el Campeonato de España Persecución por Equipos (haciendo equipo con Ander Alonso, Unai Elorriaga y Jon Irisarri)
- 2.º en el Campeonato de España Madison (haciendo pareja con Unai Elorriaga)

### 2015
- 2.º en el Campeonato de España Persecución por Equipos (haciendo equipo con Ander Alonso, Gorka Etxabe y Jon Irisarri)

### 2016
- 3.º en el Campeonato de España Madison (haciendo pareja con Unai Elorriaga)

## Equipos
- Orbea Continental/Euskadi (2012-2014)
  - Orbea Continental (2012)
  - Euskadi (2013-2014)
- Eustrak-Euskadi (2016-2017)